# Galàdriel
Galàdriel és un personatge fictici de l'univers de J.R.R. Tolkien, la Terra Mitjana. És una elfa noldorin, filla d'en Finarfin, i esposa d'en Cèleborn, amb qui compartia el govern del regne de Lothlórien.
Se la coneixia com a Senyora de Lórien, Senyora dels Galàdhrim, o Senyora del Bosc. A dins del regne de Lothlórien se la coneixia simplement com a Senyora Galàdriel, o la Senyora. Tot i que era de la família reial dels nóldor, mai no va ostentar el títol de reina.
El seu nom original en quenya era Artanis, que significa "noble dona" (arta = noble, alt; nis = dona). Galàdriel és la forma en sindarin del quenya Alatàriel, que era el nom amb què l'anomenà Cèleborn quan es van conèixer, i que significa "dama coronada amb una garlanda de radiància brillant".

## Biografia
Na Galàdriel era la més jove dels quatre fills de Finarfin, i l'única dona. Els seus germans grans eren Finrod Felagund, Angrod i Aegnor. Va néixer a Vàlinor durant els Dies dels dos arbres.
Na Galàdriel era un dels personatges que més van evolucionar en el llegendari de Tolkien, i la seva història és confusa i sovint contradictòria entre els diferents texts. D'acord amb la versió que trobem publicada a El Silmaríl·lion, Galàdriel va participar en la rebel·lió dels noldor i es va exiliar amb ells de Vàlinor. Un cop arribada a Beleriand, va conèixer Cèleborn de Dòriath, un parent de Thingol, amb qui es casaria.
D'altres versions redueixen la implicació de Galàdriel en la rebel·lió. En qualsevol cas, ni ella ni Cèleborn van prendre part activa en les Batalles de Beleriand. Van sobreviure a la Guerra de la Ira, però Galàdriel va rebutjar el perdó dels vàlar per orgull.
Durant la Segona Edat van acabar establint-se al bosc de Lothlórien, on nasqué la seva filla Celebrían.
Va aconsellar Celebrimbor que desconfiés de n'Annatar, però no fou escoltada. Quan es descobrí que n'Annatar era Sàuron i aquest atacà els elfs, Celebrímbor va confiar un dels tres anells a Galàdriel, concretament Nenya o l'Anell d'Aigua.
A El Senyor dels Anells, Galàdriel va acollir la Germandat de l'Anell després de la seva fugida de Mòria. Frodo va oferir-li l'Anell Únic, i Galàdriel va aconseguir superar la temptació i rebutjar-lo. "He passat la prova", va dir, acceptant que el seu temps i el dels elfs havia passat i decidint tornar a Vàlinor. Va entregar un regal i una capa èlfica a cada membre de la germandat.
Un cop acabada la Guerra de l'Anell, va marxar de la Terra Mitjana a través del Gran Mar amb n'Élrond, Gàndalf i els portadors de l'anell, Bilbo i Frodo Saquet. En aquell moment tenia al voltant de 7.000 anys. El seu marit Cèleborn es va quedar uns anys més a la Terra Mitjana fins que finalment també partí.

## Genealogia de la Casa d'en Finarfin
```
Finarfin
 === 
Eärwen

|
------------------------------
| | | | 

Finrod
 
Angrod
 
Aegnor
 
Galàdriel
=
Cèleborn

| |

Orodreth
 
Celebrían
*
|
-----------
| | 

Finduilas
 
Gil-galad
```

```
(* Esposa de N'
Élrond
)
```

## Adaptacions
La veu de na Galàdriel va ser doblada per Annette Crosbie en la pel·lícula d'El Senyor dels Anells dirigida per Ralph Bakshi de 1978, i per Marian Diamond en la serialització de la BBC del 1981.
En la versió de Peter Jackson, l'actriu Cate Blanchett interpreta na Galàdriel en les tres pel·lícules de la trilogia. En aquesta versió la Senyora de Lórien té un paper més actiu que en els llibres, i també és l'encarregada de narrar l'acció del pròleg de la primera pel·lícula.

## Cèleborn
Cèleborn (pronunciat Ke-le-born) és un personatge fictici de l'univers de J.R.R. Tolkien, la Terra Mitjana. És un elf telerin, marit de Galàdriel, i Senyor del regne de Lothlórien.
El seu paper a El Senyor dels Anells és molt reduït, sobretot si se'l compara amb el de la seva esposa Galàdriel.
El seu nom significa, literalment, arbre de plata (celeb=plata, com a celebrindal; orn=arbre, com a Fàngorn)
L'ascendència de Cèleborn no és del tot clara, especialment perquè Tolkien no va acabar de decidir-se sobre el tema i va reescriure la seva història diverses vegades, generant nombroses contradiccions entre els texts existents.
La majoria dels escrits descriuen en Cèleborn com un elf sindarin de Dòriath, el reialme d'en Thíngol. També es menciona que era un parent d'en Thíngol. El fet que tots dos fossin família està suportat pel fet que tots dos tenen cabells de plata, un color que només es troba en la família reial dels sindar. Va ser aquest origen pel que es va decantar Cristopher Tolkien (editor i fill de l'autor) en publicar El Silmaríl·lion, i va incloure-hi un paràgraf en el text per explicar el casament. En el cas que Tolkien s'hagués acabat decantant per aquesta opció, el parentiu exacte amb en Thíngol queda sense concretar.
Un dels últims texts plantejava la possibilitat que en Cèleborn fos un elf teleri de Vàlinor, amb el nom quenya Telporno, que hauria conegut na Galàdriel abans de l'exili dels nóldor. Haurien lluitat junts contra en Fèanor i els seus fills a la matança fratricida d'Alqualondë i haurien decidit d'anar a la Terra Mitjana després. Aquesta versió resultava un canvi radical de les versions anteriors, de manera que no se sol acceptar com a correcta.
El cas és que en Cèleborn i na Galàdriel van viure a Dòriath sota l'empara del rei Thíngol i que en algun moment de la Segona Edat van governar els elfs de Lindon. Més tard fundarien el reialme de Lothlórien.
En Cèleborn va defensar el seu reialme dels atacs dels orcs durant la Guerra de l'Anell i després de repel·lir l'atac va marxar cap a la fortalesa de Dol Guldur, que va sotmetre.
La seva esposa Galàdriel va tornar a Vàlinor a la fi de la tercera edat. Ell va quedar-se un temps més a la Terra Mitjana, primer a Lórien i després traslladant-se a Rivendell, però finalment també va decidir travessar l'oceà. Amb ell, es diu, abandonava la Terra Mitjana l'últim vestigi del temps dels elfs.